# Городищі (Ульяновський район)
Городищі (рос. Городищи) — присілок в Ульяновському районі Ульяновської області Російської Федерації.
Населення становить 16 осіб. Входить до складу муніципального утворення Ундоровське сільське поселення.

## Історія
Від 2004 року входить до складу муніципального утворення Ундоровське сільське поселення.

## Населення
| 2010 |
| ---- |
| 16   |